# Mielofibrosis con metaplasia mieloide
La mielofibrosis con metaplasia mieloide (MMM) es un síndrome mieloproliferativo crónico consistente en la fibrosis de la médula ósea por un aumento del factor estimulante de los fibroblastos, que se produce en los megacariocitos. La consecuencia final de este proceso es la hematopoyesis extramedular.

## Etiología
La causa de la MMM es desconocida. 

## Cuadro clínico
Cursa con:
- Anemia.
- Esplenomegalia gigante (fenómenos compresivos abdominales).
- Clínica de hipermetabolismo celular.

## Diagnóstico
1. Historia clínica: anamnesis y exploración.
2. Pruebas analíticas:

- Anemia, con disminución de la hemoglobina y el hematocrito.
- Leucocitosis, sobre todo por aumento de mielocitos y promielocitos; raramente, leucopenia.
- Hematocrito > 55% en varones y > 50% en mujeres.
- Trombocitosis; trombocitopenia en fases avanzadas.
- Anisocitosis; poiquilocitosis con hematíes "en lágrima".
- Síndrome leucoeritroblástico: anemia + mielemia + protrombocitemia + anisocitosis + poiquilocitosis.

1. Biopsia de médula ósea: fibrosis intensa, directamente relacionada con la gravedad de la enfermedad. Aspirado blanco.

## Diagnóstico diferencial
Se diferencia con aplasia medular y con anemia megaloblastica, donde ambas pueden presentar una pancitopenia, al igual que la mielofibrosis